# Dicranomyia (Dicranomyia) subravida
Dicranomyia (Dicranomyia) subravida is een tweevleugelige uit de familie steltmuggen (Limoniidae). De soort komt voor in het Neotropisch gebied.